# アクセプタンス
人間心理学におけるアクセプタンス（Acceptance）、受容（じゅよう）とは、その人が置かれた現実の状況について、変化や抵抗しようとせずに、その過程や状況を理解しようとする姿である。その多くはネガティブで不快な状況についての姿勢である。この概念はacquiescence（黙諾）に近似しており、これはラテン語の 'acquiēscere' に由来する。
アクセプタンスは、様々な信仰と瞑想の世界において顕著である。たとえば仏教の四諦においては「全ての生は苦(dukkha)である」という真理が述べられており、人生の本質は不満足であることを受容するよう諭している。ユダヤ教のカバラという語も、アクセプタンスと同意である。
マジョリティ側がマイノリティ側を社会的排除しないであろう社会において、マイノリティ集団（LGBTなど）は多くの場合、自分たちの目標を「受容」と表現する。一方、マジョリティがマイノリティの社会参加を特定の分野のみに限定している場合、少数派を「許容」していると言えるかもしれないが、「受容」しているとは言えない。

## 種類

### 自己受容
自己受容（Self-acceptance）とは、あなたが今置かれている状況を愛し、満足することである。いまの時点の自分を、評価し、検証し、受け入れ、サポートすることを、自分自身と合意することである。
たとえば、あなたが今住んでいる家について問題がないことを、自分自身とアクセプタンスすることを考えるとする。あなたは大きな家を欲するかもしれないし、心に秘めた「夢の家」があるのかもしれないが、あなたが今住んでいる小さな家にも利点がある。だからあなたは今持っている家に満足できるし、また将来の現実として大きな家の夢を見ることもできる。
自己受容は、あなたが現実との闘いに巻き込まれたことによって、以前存在しなかった新しい可能性を生み出し、新しい人生を導くものである。人々はモチベーションの欠如のため、自身を受容することが困難である。一部の人は、自分自身に満足しているのなら、人々は自分自身のことを変えようとしないという誤解を持っている。しかしそれは違う。あなたは自分自身に不満を感じる必要はないし、好きでないことを積極的に変えることができるのだ。

## 臨床において
キューブラー＝ロスモデル（死に至る段階）においては、アクセプタンスは第5の最終段階である。
アルコホーリクス・アノニマス（AA）の書籍においては、アルコール依存症治療においてアクセプタンスが重要であることを説明している。アルコール依存の患者は「神の世界では間違いなどは何も起こらない」ということを受容し、かつ患者のその状況は「神に与えられたものである」ということを受容するまで、患者は安らぎを手に入れることはできないと述べられている。
1. 私たちはアルコールに対して無力であり、思いどおりに生きていけなくなっていたことを認めた。
—アルコホーリクス・アノニマス, 12のステップ

## 信念において

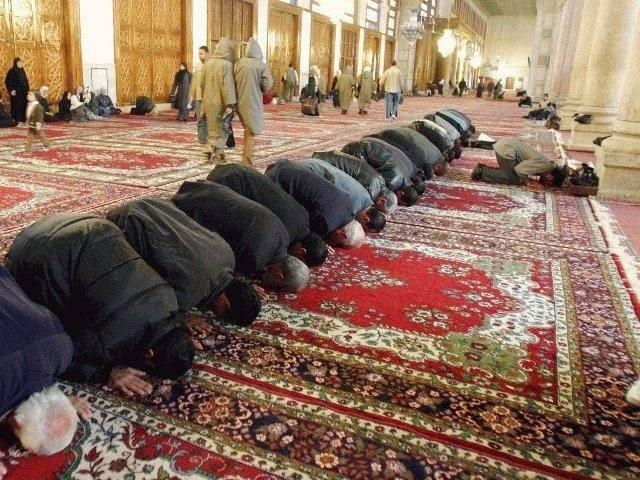
イスラム教の礼拝ではアッラーフへの降伏を示す

アクセプタンスは、ほとんどのアブラハムの宗教において教義の中核的基本である。イスラームという言葉は、アクセプタンス（acceptance）、降伏（surrender）、自発的受け入れ（voluntary submission）などと翻訳することができ、キリスト教でもナザレのイエスを救世主として受け入れる。仏教でもサティ,マインドフルネスといった概念を持つ。
宗教や精神療法においては、その状況が苦痛でありながらも変更不可能な場合、もしくは大きなリスク・コストを払ってのみ変更可能な場合、しばしアクセプタンスの道を提案するであろう。アクセプタンスは、変更可能性に対しての外向的・行動的なチャレンジの放棄を意味するだけでなく、感じ方、仮説認知、感情状態などに対しても用いられる。
キリスト教徒の信仰は、その出来事が道徳的・正義・適切かについて同意することなく、現実を受け入れることを特徴とする。イスラム教においてはアッラーを高位の存在として受け入れる点について、キリスト教と類似している。ユダヤ教においても613のミツワー（戒律）において、充実した人生を送るための手法として同じような教義となっている(Mcdowell and Stewart, 1983)。
上記の記述において、キリスト教の道徳的な側面が切り捨てられており、神の与えた試練として苦難を耐える思想についての誤解が見受けられる。
信念（Brief）とアクセプタンスは重なりえるが、しかしそれは非常に多様な形態である。心情の一つとしてのアクセプタンスは、自身の人生設計や目標を立てるにおいて重要な要素である。それは生き残るのに必要なだけでなく、日常の人間関係において活用される道具である。一人の人間が彼の友人から受け入れられることは、個人の自尊心と幸福に影響することが示されている。

## 文献
- "Acceptance - Types Of Acceptance." Law Library - American Law and Legal Information. 8 Apr. 2009.
- "The 5 stages of grief." Essortment Articles: Free Online Articles on Health, Science, Education & More. 12 Apr. 2009.
- "The Last Phase of Grief: Acceptance, Reorganization and Integration." Getting Past Your Past. 14 Apr. 2009.
- "The need for social acceptance and approval --- its power." The Way. Art of Living. Essays. Topically arranged scripture, proverbs, precepts, quotations. Teachings of Jesus. Conservative Christian outlook emphasizing self-discipline, self-denial, integrity, principle, character, chastity, goodness, morality, virtue. 16 Apr. 2009.
- "Self Acceptance." Become Who You Want To Be. 16 Apr. 2009.
- Welcome, Traveling Free. 10 Apr. 2009.
- "What A Difference A Friend Makes: Social Acceptance Is Key to Mental Health Recovery." Mental illness, mental health information center. 10 Apr. 2009.
- Understanding Evolution. (2009). University of California Museum of Paleontology. 14 April 2009.
- McDowell, Josh and Don Stewart. (1983) “Basic Beliefs of Judaism”, Handbook of Today's Religions. Nashville: Thomas Nelson Publishers, 1983. Twelfth printing, June 1992.
- Bates, Stephen. “The Beliefs and Laws of Islam”. (2002). Islam for Today. 14 April 2009.